# Record asiatici di atletica leggera
I record asiatici di atletica leggera rappresentano le migliori prestazioni di atletica leggera stabilite dagli atleti delle nazioni appartenenti alla federazione asiatica di atletica leggera.

## Record asiatici

### Maschili
Statistiche aggiornate al 13 marzo 2023.
| 100 m piani             | 9"83 (+0,9 m/s) | Su Bingtian                                                                               | Cina                           | 1º agosto 2021    | Tokyo, Giappone               |         |        |             |         |
| 200 m piani             | 19"88 (+0,9 m/s) | Xie Zhenye                                                                                | Cina                           | 21 luglio 2019    | Londra, Regno Unito           |         |        |             |         |
| 400 m piani             | 43"93 | Yousef Masrahi                                                                            | Arabia Saudita                 | 23 agosto 2015    | Pechino, Cina                 |         |        |             |         |
| 800 m piani             | 1'42"79 | Yusuf Saad Kamel                                                                          | Bahrein                        | 29 luglio 2008    | Principato di Monaco          |         |        |             |         |
| 1 000 m piani           | 2'14"72 | Yusuf Saad Kamel                                                                          | Bahrein                        | 22 luglio 2008    | Stoccolma, Svezia             |         |        |             |         |
| 1 500 m piani           | 3'29"14 | Rashid Ramzi                                                                              | Bahrein                        | 14 luglio 2006    | Roma, Italia                  |         |        |             |         |
| Miglio                  | 3'47"97 | Daham Najim Bashir                                                                        | Qatar                          | 29 luglio 2005    | Oslo, Norvegia                |         |        |             |         |
| 2 000 m piani           | 4'55"57 | Mohamed Suleiman                                                                          | Qatar                          | 8 giugno 1995     | Roma, Italia                  |         |        |             |         |
| 3 000 m piani           | 7'30"76 | Jamal Bilal Salem                                                                         | Qatar                          | 13 maggio 2005    | Doha, Qatar                   |         |        |             |         |
| 5 000 m piani           | 12'51"96 | Albert Rop                                                                                | Bahrein                        | 19 luglio 2013    | Principato di Monaco          |         |        |             |         |
| 5 km (strada)           | 13'07" | Birhanu Balew                                                                             | Bahrein                        | 30 aprile 2022    | Herzogenaurach, Germania      |         |        |             |         |
| 10 000 m piani          | 26'38"76 | Ahmad Hassan Abdullah                                                                     | Qatar                          | 5 settembre 2003  | Bruxelles, Belgio             |         |        |             |         |
| 10 km (strada)          | 27'44" | Albert Rop                                                                                | Bahrein                        | 7 ottobre 2018    | Utrecht, Paesi Bassi          |         |        |             |         |
| 20 000 m piani          | 57'48"7(m) | Toshihiko Seko                                                                            | Giappone                       | 11 maggio 1985    | Odawara, Giappone             |         |        |             |         |
| 1 ora                   | 20 410 m | Seiji Kushibe                                                                             | Giappone                       | 2 ottobre 1996    | Tokyo, Giappone               |         |        |             |         |
| Mezza maratona          | 58'40" | Abraham Cheroben                                                                          | Bahrein                        | 17 settembre 2017 | Copenaghen, Danimarca         |         |        |             |         |
| 25 000 m piani          | 1h13'55"8(m +) | Toshihiko Seko                                                                            | Giappone                       | 22 marzo 1981     | Christchurch, Nuova Zelanda   |         |        |             |         |
| 30 000 m piani          | 1h29'18"8(m) | Toshihiko Seko                                                                            | Giappone                       | 22 marzo 1981     | Christchurch, Nuova Zelanda   |         |        |             |         |
| Maratona                | 2h04'43" | El Hassan El-Abbassi                                                                      | Bahrein                        | 2 dicembre 2018   | Valencia, Spagna              |         |        |             |         |
| 100 km (strada)         | 6h09'14" | Nao Kazami                                                                                | Giappone                       | 24 giugno 2018    | Lago Saroma, Giappone         |         |        |             |         |
| 3 000 m siepi           | 7'53"63 | Saif Saaeed Shaheen                                                                       | Qatar                          | 3 settembre 2004  | Bruxelles, Belgio             |         |        |             |         |
| 110 m ostacoli          | 12"88 (+1,1 m/s) | Liu Xiang                                                                                 | Cina                           | 11 luglio 2006    | Losanna, Svizzera             |         |        |             |         |
| 400 m ostacoli          | 46"98 | Abderrahman Samba                                                                         | Qatar                          | 30 giugno 2018    | Parigi, Francia               |         |        |             |         |
| Salto in alto           | 2,43 m | Mutaz Essa Barshim                                                                        | Qatar                          | 5 settembre 2014  | Bruxelles, Belgio             |         |        |             |         |
| Salto con l'asta        | 5,94 m | Ernest John Obiena                                                                        | Filippine                      | 24 luglio 2022    | Eugene, Stati Uniti d'America |         |        |             |         |
| Salto in lungo          | 8,48 m (+0,6 m/s) | Mohamed Salman Al-Khuwalidi                                                               | Arabia Saudita                 | 2 luglio 2006     | Sotteville-lès-Rouen, Francia |         |        |             |         |
| Salto triplo            | 17,59 m (0,0 m/s) | Li Yanxi                                                                                  | Cina                           | 26 ottobre 2009   | Jinan, Cina                   |         |        |             |         |
| Getto del peso          | 21,49 m | Tajinderpal Singh Toor                                                                    | India                          | 21 giugno 2021    | Patiala, India                |         |        |             |         |
| Lancio del disco        | 69,32 m | Ehsan Hadadi                                                                              | Iran                           | 3 giugno 2008     | Tallinn, Estonia              |         |        |             |         |
| Lancio del martello     | 84,86 m | Kōji Murofushi                                                                            | Giappone                       | 29 giugno 2003    | Praga, Repubblica Ceca        |         |        |             |         |
| Lancio del giavellotto  | 91,36 m | Cheng Chao-Tsun                                                                           | Taipei cinese                  | 26 agosto 2017    | Taipei, Taiwan                |         |        |             |         |
| Decathlon               | 8 725 punti | Dmitrij Karpov                                                                            | Kazakistan                     | 24 agosto 2004    | Atene, Grecia                 |         |        |             |         |
| Decathlon               | \| 100 m (v.) \| Lungo (v.) \| Peso \| Alto \| 400 m \| 110 m hs (v.) \| Disco \| Asta \| Giavellotto \| 1500 m \| \| ---------------- \| ----------------- \| ------- \| ------ \| ----- \| ---------------- \| ------- \| ------ \| ----------- \| ------- \| \| 10"50 (+2,2 m/s) \| 7,81 m (-0,9 m/s) \| 15,93 m \| 2,09 m \| 46"81 \| 13"97 (+1,5 m/s) \| 51,65 m \| 4,60 m \| 55,54 m \| 4'38"11 \| |                                                                                           |                                |                   |                               |         |        |             |         |
| Marcia 20 000 m (pista) | 1h18'03"3(m) | Bo Lingtang                                                                               | Cina                           | 7 aprile 1994     | Pechino, Cina                 |         |        |             |         |
| Marcia 20 km (strada)   | 1h16'36" | Yūsuke Suzuki                                                                             | Giappone                       | 15 marzo 2015     | Nomi, Giappone                |         |        |             |         |
| Marcia 35 km (strada)   | 2h22'55" | He Xianghong                                                                              | Cina                           | 4 marzo 2023      | Huangshan, Cina               |         |        |             |         |
| Marcia 50 000 m (pista) | 3h48'13"7(m) | Zhao Yongsheng                                                                            | Cina                           | 7 maggio 1994     | Fana, Norvegia                |         |        |             |         |
| Marcia 50 km (strada)   | 3h36'06" | Yu Chaohong                                                                               | Cina                           | 22 ottobre 2005   | Nanchino, Cina                |         |        |             |         |
| Staffetta 4×100 m       | 37"43 | Shuhei Tada Kirara Shiraishi Yoshihide Kiryū Abdul Hakim Sani Brown                       | Giappone Squadra nazionale     | 5 ottobre 2019    | Doha, Qatar                   |         |        |             |         |
| Staffetta 4×200 m       | 1'20"83 | Wang Shengjie Xie Yuqiang Zhang Yaorong Qiao Zhen                                         | Cina Rappresentativa Shandong  | 23 settembre 2021 | Xi'an, Cina                   |         |        |             |         |
| Staffetta 4×200 m       | 1'20"83 | Su Bingtian Zhang Ruixian Mo Youxue Yan Haibin                                            | Cina Rappresentativa Guangdong | 23 settembre 2021 | Xi'an, Cina                   |         |        |             |         |
| Staffetta 4×400 m       | 2'59"51 | Fuga Sato Kaito Kawabata Julian Walsh Yuki Nakajima                                       | Giappone Squadra nazionale     | 24 luglio 2022    | Eugene, Stati Uniti d'America |         |        |             |         |
| Staffetta 4×800 m       | 7'06"66 | Majed Saeed Sultan Salem Amer Al-Badri Abdulrahman Suleiman Abubaker Ali Kamal            | Qatar Squadra nazionale        | 25 agosto 2006    | Bruxelles, Belgio             |         |        |             |         |
| Staffetta 4×1 500 m     | 15'10"77 | Mohamad Al-Garni Hashim Salah Mohamed Maaz Abdelrahman Shagag Abubaker Ali Kamal          | Qatar Squadra nazionale        | 25 maggio 2014    | Nassau, Bahamas               |         |        |             |         |
| Staffetta su strada     | 1h58'58" | Takayuki Matsumiya Yuki Sato Atsushi Sato Kazuo Ietani Michitaka Hosokawa Takanobu Otsubo | Giappone Squadra nazionale     | 23 novembre 2005  | Chiba, Giappone               |         |        |             |         |
| 100 m (v.)              | Lungo (v.) | Peso                                                                                      | Alto                           | 400 m             | 110 m hs (v.)                 | Disco   | Asta   | Giavellotto | 1500 m  |
| 10"50 (+2,2 m/s)        | 7,81 m (-0,9 m/s) | 15,93 m                                                                                   | 2,09 m                         | 46"81             | 13"97 (+1,5 m/s)              | 51,65 m | 4,60 m | 55,54 m     | 4'38"11 |

### Femminili
Statistiche aggiornate al 25 marzo 2023.
| Specialità              | Prestazione | Atleta                                                        | Nazione                       | Data              | Luogo                  |         |
| ----------------------- | --- | ------------------------------------------------------------- | ----------------------------- | ----------------- | ---------------------- | ------- |
| 100 m piani             | 10"79 (0,0 m/s) | Li Xuemei                                                     | Cina                          | 18 ottobre 1997   | Shanghai, Cina         |         |
| 200 m piani             | 22"01 (0,0 m/s) | Li Xuemei                                                     | Cina                          | 22 ottobre 1997   | Shanghai, Cina         |         |
| 400 m piani             | 48"14 | Salwa Eid Naser                                               | Bahrein                       | 3 ottobre 2019    | Doha, Qatar            |         |
| 800 m piani             | 1'55"54 | Liu Dong                                                      | Cina                          | 9 settembre 1993  | Pechino, Cina          |         |
| 1 000 m piani           | 2'35"30 | Nelly Jepkosgei                                               | Bahrein                       | 2 settembre 2018  | Berlino, Germania      |         |
| 1 500 m piani           | 3'50"46 | Qu Yunxia                                                     | Cina                          | 11 settembre 1993 | Pechino, Cina          |         |
| Miglio                  | 4'17"75 | Maryam Yusuf Jamal                                            | Bahrein                       | 14 settembre 2007 | Bruxelles, Belgio      |         |
| 2 000 m piani           | 5'29"41 | Wang Junxia                                                   | Cina                          | 12 settembre 1993 | Pechino, Cina          |         |
| 3 000 m piani           | 8'06"11 | Wang Junxia                                                   | Cina                          | 13 settembre 1993 | Pechino, Cina          |         |
| 5 000 m piani           | 14'28"09 | Jiang Bo                                                      | Cina                          | 23 ottobre 1997   | Shanghai, Cina         |         |
| 10 000 m piani          | 29'31"78 | Wang Junxia                                                   | Cina                          | 8 settembre 1993  | Pechino, Cina          |         |
| 10 km (strada)          | 29'38"(mx) | Kalkidan Gezahegne                                            | Bahrein                       | 3 ottobre 2021    | Ginevra, Svizzera      |         |
| 20 000 m piani          | 1h06'48"8(m) | Izumi Maki                                                    | Giappone                      | 20 settembre 1993 | Amagasaki, Giappone    |         |
| 1 ora                   | 17 952 m | Junko Kataoka                                                 | Giappone                      | 1º ottobre 1994   | Tokyo, Giappone        |         |
| Mezza maratona          | 1h05'22"(mx) | Violah Jepchumba                                              | Bahrein                       | 1º aprile 2017    | Praga, Repubblica Ceca |         |
| 25 000 m piani          | 1h33'53"4(m +) | Tamaki Okuno                                                  | Giappone                      | 10 ottobre 1996   | Tokyo, Giappone        |         |
| 30 000 m piani          | 1h53'03"6(m) | Tamaki Okuno                                                  | Giappone                      | 10 ottobre 1996   | Tokyo, Giappone        |         |
| Maratona                | 2h19'12"(mx) | Mizuki Noguchi                                                | Giappone                      | 25 settembre 2005 | Berlino, Germania      |         |
| Maratona                | 2h20'29"(wo) | Mao Ichiyama                                                  | Giappone                      | 8 marzo 2020      | Nagoya, Giappone       |         |
| 100 km (strada)         | 6h33'11"(mx) | Tomoe Abe                                                     | Giappone                      | 25 giugno 2000    | Lago Saroma, Giappone  |         |
| 3 000 m siepi           | 8'52"78 | Ruth Jebet                                                    | Bahrein                       | 27 agosto 2016    | Saint-Denis, Francia   |         |
| 100 m ostacoli          | 12"44 (-0,8 m/s) | Ol'ga Şişigina                                                | Kazakistan                    | 27 giugno 1995    | Lucerna, Svizzera      |         |
| 400 m ostacoli          | 53"96 | Han Qing                                                      | Cina                          | 9 settembre 1993  | Pechino, Cina          |         |
| 400 m ostacoli          | 53"96 | Song Yinglan                                                  | Cina                          | 17 novembre 2001  | Canton, Cina           |         |
| Salto in alto           | 2,00 m | Nadežda Dubovickaja                                           | Kazakistan                    | 8 giugno 2021     | Almaty, Kazakistan     |         |
| Salto con l'asta        | 4,72 m | Li Ling                                                       | Cina                          | 18 maggio 2019    | Shanghai, Cina         |         |
| Salto in lungo          | 7,01 m (+1,4 m/s) | Yao Weili                                                     | Cina                          | 4 giugno 1993     | Jinan, Cina            |         |
| Salto triplo            | 15,25 m (+1,7 m/s) | Ol'ga Rypakova                                                | Kazakistan                    | 4 settembre 2010  | Spalato, Croazia       |         |
| Getto del peso          | 21,76 m | Li Meisu                                                      | Cina                          | 23 aprile 1988    | Shijiazhuang, Cina     |         |
| Lancio del disco        | 71,68 m | Xiao Yanling                                                  | Cina                          | 14 marzo 1992     | Pechino, Cina          |         |
| Lancio del martello     | 77,68 m | Wang Zheng                                                    | Cina                          | 29 marzo 2014     | Chengdu, Cina          |         |
| Lancio del giavellotto  | 67,98 m | Lü Huihui                                                     | Cina                          | 2 agosto 2019     | Shenyang, Cina         |         |
| Eptathlon               | 6 942 punti | Ghada Shouaa                                                  | Siria                         | 26 maggio 1996    | Götzis, Austria        |         |
| Eptathlon               | \| 100 m hs (v.) \| Alto \| Peso \| 200 m (v.) \| Lungo (v.) \| Giavellotto \| 800 m \| \| ---------------- \| ------ \| ------- \| ---------------- \| ----------------- \| ----------- \| ------- \| \| 13"78 (+0,3 m/s) \| 1,87 m \| 15,64 m \| 23"78 (+0,6 m/s) \| 6,77 m (+0,6 m/s) \| 54,74 m \| 2'13"61 \| |                                                               |                               |                   |                        |         |
| Decathlon               | 7 798 punti | Irina Karpova                                                 | Kazakistan                    | 26 settembre 2004 | Talence, Francia       |         |
| Marcia 10 000 m (pista) | 41'37"9(m) | Gao Hongmiao                                                  | Cina                          | 7 aprile 1994     | Pechino, Cina          |         |
| Marcia 20 000 m (pista) | 1h29'32"4(m) | Song Hongjuan                                                 | Cina                          | 23 ottobre 2003   | Changsha, Cina         |         |
| Marcia 20 km (strada)   | 1h23'49" | Yang Jiayu                                                    | Cina                          | 20 marzo 2021     | Huangshan, Cina        |         |
| Marcia 35 km (strada)   | 2h40'06" | Liu Hong                                                      | Cina                          | 25 marzo 2023     | Dudince, Slovacchia    |         |
| Marcia 50 km (strada)   | 3h59'15" | Liu Hong                                                      | Cina                          | 9 marzo 2019      | Huangshan, Cina        |         |
| Staffetta 4×100 m       | 42"23 | Xiao Lin Li Yali Liu Xiaomei Li Xuemei                        | Cina Rappresentativa Sichuan  | 23 ottobre 1997   | Shanghai, Cina         |         |
| Staffetta 4×200 m       | 1'32"76 | Liang Xiaojing Wei Yongli Kong Lingwei Ge Manqi               | Cina Squadra nazionale        | 12 maggio 2019    | Yokohama, Giappone     |         |
| Staffetta 4×400 m       | 3'24"28 | An Xiaohong Bai Xiaoyun Cao Chunying Ma Yuqin                 | Cina Rappresentativa Hebei    | 13 settembre 1993 | Pechino, Cina          |         |
| Staffetta 4×800 m       | 8'16"2(m) | Liu Dong Chen Yumei Qu Yunxia Liu Li                          | Cina Rappresentativa Liaoning | 1º ottobre 1991   | Shanghai, Cina         |         |
| Staffetta 4×1 500 m     | 18'31"18 | Mina Ogawa Ishizuka Sayuri Kumagai Hitomi Nakasaka            | Giappone Squadra nazionale    | 26 maggio 1996    | Hitachinaka, Giappone  |         |
| Staffetta su strada     | 2h11'41" | Jiang Bo Dong Yanmei Zhao Fengting Ma Zaijie Lan Lixin Lin Na | Cina Squadra nazionale        | 28 febbraio 1998  | Pechino, Cina          |         |
| 100 m hs (v.)           | Alto | Peso                                                          | 200 m (v.)                    | Lungo (v.)        | Giavellotto            | 800 m   |
| 13"78 (+0,3 m/s)        | 1,87 m | 15,64 m                                                       | 23"78 (+0,6 m/s)              | 6,77 m (+0,6 m/s) | 54,74 m                | 2'13"61 |

### Misti
Statistiche aggiornate al 4 dicembre 2019.
| Specialità              | Prestazione | Atleta                                                      | Nazione                   | Data              | Luogo       |
| ----------------------- | ----------- | ----------------------------------------------------------- | ------------------------- | ----------------- | ----------- |
| Staffetta 4×400 m mista | 3'11"82     | Musa Isah Aminat Jamal Salwa Eid Naser Abbas Abubakar Abbas | Bahrein Squadra nazionale | 29 settembre 2019 | Doha, Qatar |

## Record asiatici indoor

### Maschili
Statistiche aggiornate al 13 marzo 2023.
| Specialità        | Prestazione | Atleta                                                          | Nazione                                         | Data             | Luogo                         |         |
| ----------------- | --- | --------------------------------------------------------------- | ----------------------------------------------- | ---------------- | ----------------------------- | ------- |
| 50 m piani        | 5"69 | Gennadiy Chernovol                                              | Kazakistan                                      | 24 febbraio 2002 | Liévin, Francia               |         |
| 60 m piani        | 6"42 | Su Bingtian                                                     | Cina                                            | 3 marzo 2018     | Birmingham, Regno Unito       |         |
| 200 m piani       | 20"63 | Koji Ito                                                        | Giappone                                        | 5 marzo 1999     | Maebashi, Giappone            |         |
| 400 m piani       | 45"39 | Abdalelah Haroun                                                | Qatar                                           | 19 febbraio 2015 | Stoccolma, Svezia             |         |
| 800 m piani       | 1'45"26 | Yusuf Saad Kamel                                                | Bahrein                                         | 9 marzo 2008     | Valencia, Spagna              |         |
| 1 000 m piani     | 2'17"06 | Belal Mansoor Ali                                               | Bahrein                                         | 24 febbraio 2008 | Gand, Belgio                  |         |
| 1 500 m piani     | 3'36"28 | Belal Mansoor Ali                                               | Bahrein                                         | 20 febbraio 2007 | Stoccolma, Svezia             |         |
| Miglio            | 3'56"01 | Kazuto Iizawa                                                   | Giappone                                        | 4 febbraio 2023  | Boston, Stati Uniti d'America |         |
| 3 000 m piani     | 7'31"77 | Birhanu Balew                                                   | Bahrein                                         | 17 febbraio 2022 | Liévin, Francia               |         |
| 5 000 m piani     | 13'08"41 | Kieran Tuntivate                                                | Thailandia                                      | 12 febbraio 2022 | Boston, Stati Uniti d'America |         |
| 50 m ostacoli     | 6"44 | Liu Xiang                                                       | Cina                                            | 28 febbraio 2004 | Liévin, Francia               |         |
| 60 m ostacoli     | 7"41 | Liu Xiang                                                       | Cina                                            | 18 febbraio 2012 | Birmingham, Regno Unito       |         |
| Salto in alto     | 2,41 m | Mutaz Essa Barshim                                              | Qatar                                           | 18 febbraio 2015 | Athlone, Irlanda              |         |
| Salto con l'asta  | 5,92 m | Igor Potapovič                                                  | Kazakistan                                      | 19 febbraio 1998 | Stoccolma, Svezia             |         |
| Salto in lungo    | 8,27 m | Su Xiongfeng                                                    | Cina                                            | 11 marzo 2010    | Nanchino, Cina                |         |
| Salto triplo      | 17,41 m | Dong Bin                                                        | Cina                                            | 29 febbraio 2016 | Nanchino, Cina                |         |
| Getto del peso    | 21,10 m | Abdelrahman Mahmoud                                             | Bahrein                                         | 29 gennaio 2021  | Homel', Bielorussia           |         |
| Eptathlon         | 6 229 punti | Dmitrij Karpov                                                  | Kazakistan                                      | 16 febbraio 2008 | Tallinn, Estonia              |         |
| Eptathlon         | \| 60 m \| Lungo \| Peso \| Alto \| 60 m hs \| Asta \| 1000 m \| \| ---- \| ------ \| ------- \| ------ \| ------- \| ------ \| ------- \| \| 7"07 \| 7,21 m \| 16,23 m \| 2,07 m \| 7"99 \| 5,15 m \| 2'43"69 \| |                                                                 |                                                 |                  |                               |         |
| Marcia 5 000 m    | 19'14"00 | Sergey Korepanov                                                | Kazakistan                                      | 28 gennaio 1995  | Karaganda, Kazakistan         |         |
| Staffetta 4×200 m | 1'26"70 | Vitaliy Zems Vladislav Grigoryev Vyacheslav Zems David Yefremov | Kazakistan Rappresentativa regione di Karaganda | 15 gennaio 2018  | Öskemen, Kazakistan           |         |
| Staffetta 4×400 m | 3'05"90 | Kazuhiro Takahashi Jun Osakada Masayoshi Kan Shunji Karube      | Giappone Squadra nazionale                      | 6 marzo 1999     | Maebashi, Giappone            |         |
| Staffetta 4×800 m | 8'48"6(m) | Syougawa Susumu Syougawa Katsumi Nakao Syunzi Kawasaki          | Giappone Ricker CO                              | 19 marzo 1961    | Tokyo, Giappone               |         |
| 60 m              | Lungo | Peso                                                            | Alto                                            | 60 m hs          | Asta                          | 1000 m  |
| 7"07              | 7,21 m | 16,23 m                                                         | 2,07 m                                          | 7"99             | 5,15 m                        | 2'43"69 |

### Femminili
Statistiche aggiornate al 19 marzo 2022.
| Specialità        | Prestazione | Atleta                                                                        | Nazione                           | Data             | Luogo                           |
| ----------------- | --- | ----------------------------------------------------------------------------- | --------------------------------- | ---------------- | ------------------------------- |
| 50 m piani        | 6"31 | Susanthika Jayasinghe                                                         | Sri Lanka                         | 25 febbraio 2001 | Liévin, Francia                 |
| 60 m piani        | 7"09 | Susanthika Jayasinghe                                                         | Sri Lanka                         | 7 febbraio 1999  | Stoccarda, Germania             |
| 200 m piani       | 22"99 | Susanthika Jayasinghe                                                         | Sri Lanka                         | 9 marzo 2001     | Lisbona, Portogallo             |
| 400 m piani       | 51"45 | Kemi Adekoya                                                                  | Bahrein                           | 19 marzo 2016    | Portland, Stati Uniti d'America |
| 800 m piani       | 2'00"78 | Miho Sato                                                                     | Giappone                          | 22 febbraio 2003 | Yokohama, Giappone              |
| 1 000 m piani     | 2'46"6(m) | Geng Xiujuan                                                                  | Cina                              | 27 marzo 1987    | Pechino, Cina                   |
| 1 500 m piani     | 3'59"79 | Maryam Yusuf Jamal                                                            | Bahrein                           | 9 marzo 2008     | Valencia, Spagna                |
| Miglio            | 4'24"71 | Maryam Yusuf Jamal                                                            | Bahrein                           | 20 febbraio 2010 | Birmingham, Regno Unito         |
| 3 000 m piani     | 8'39"64 | Winfred Yavi                                                                  | Bahrein                           | 14 febbraio 2020 | Val-de-Reuil, Francia           |
| 5 000 m piani     | 15'23"87 | Mikuni Yada                                                                   | Giappone                          | 27 febbraio 2022 | Boston, Stati Uniti d'America   |
| 50 m ostacoli     | 6"70 | Ol'ga Şişigina                                                                | Kazakistan                        | 5 febbraio 1999  | Budapest, Ungheria              |
| 60 m ostacoli     | 7"82 | Ol'ga Şişigina                                                                | Kazakistan                        | 21 febbraio 1999 | Liévin, Francia                 |
| Salto in alto     | 1,98 m | Svetlana Zalevskaya                                                           | Kazakistan                        | 2 marzo 1996     | Samara, Russia                  |
| Salto in alto     | 1,98 m | Nadežda Dubovickaja                                                           | Kazakistan                        | 19 marzo 2022    | Belgrado, Serbia                |
| Salto con l'asta  | 4,70 m | Li Ling                                                                       | Cina                              | 19 febbraio 2016 | Doha, Qatar                     |
| Salto in lungo    | 6,82 m | Yang Juan                                                                     | Cina                              | 13 marzo 1992    | Pechino, Cina                   |
| Salto triplo      | 15,14 m | Ol'ga Rypakova                                                                | Kazakistan                        | 13 marzo 2010    | Doha, Qatar                     |
| Getto del peso    | 21,10 m | Sui Xinmei                                                                    | Cina                              | 3 marzo 1990     | Pechino, Cina                   |
| Pentathlon        | 4 582 punti | Ol'ga Rypakova                                                                | Kazakistan                        | 10 febbraio 2006 | Pattaya, Thailandia             |
| Pentathlon        | \| 60 m hs \| Alto \| Peso \| Lungo \| 800 m \| \| ------- \| ------ \| ------- \| ------ \| ------- \| \| 8"68 \| 1,88 m \| 12,90 m \| 6,55 m \| 2'23"26 \| |                                                                               |                                   |                  |                                 |
| Marcia 3 000 m    | 12'42"65 | Yuko Sato                                                                     | Giappone                          | 11 febbraio 1994 | Osaka, Giappone                 |
| Staffetta 4×200 m | 1'36"40 | Anastasiya Tulapina Yuliya Rakhmanova Aygerim Shynyzbekova Viktoriya Zyabkina | Kazakistan Rappresentativa Almaty | 11 febbraio 2017 | Öskemen, Kazakistan             |
| Staffetta 4×400 m | 3'35"07 | Salwa Eid Naser Aminat Jamal Iman Essa Jasim Kemi Adekoya                     | Bahrein Squadra nazionale         | 21 febbraio 2016 | Doha, Qatar                     |
| 60 m hs           | Alto | Peso                                                                          | Lungo                             | 800 m            |                                 |
| 8"68              | 1,88 m | 12,90 m                                                                       | 6,55 m                            | 2'23"26          |                                 |